# PDC Pro Tour 2020
De PDC Pro Tour 2020 is een reeks van dartstoernooien die worden georganiseerd door de Professional Darts Corporation (PDC). Deze tour bestaat uit de Professional Dart Players Association (PDPA) Players Championships en de European Tour events. Deze editie zouden er 43 PDC Pro Tour-evenementen gespeeld worden, bestaande uit 30 Players Championships en 13 Europese Tour-events, maar door de wereldwijde uitbraak van het coronavirus werden dat er minder: 23 Players Championships en 4 Europese Tour events. De wedstrijden worden niet op televisie uitgezonden.

## Prijzengeld
Ten opzichte van de PDC Pro Tour 2019 is het prijzengeld voor alle Europese Tourevenementen en de Players Championships gelijk gebleven.
| Plaats          | Players Championships |
| --------------- | --------------------- |
| Winnaar         | £10.000               |
| Runner-up       | £6.000                |
| Halvefinalisten | £3.000                |
| Kwartfinalisten | £2.250                |
| Laatste 16      | £1.500                |
| Laatste 32      | £1.000                |
| Laatste 64      | £500                  |
| Totaal          | £75.000               |

| Plaats          | Europese Tour |
| --------------- | ------------- |
| Winnaar         | £25.000       |
| Runner-up       | £10.000       |
| Halvefinalisten | £6.500        |
| Kwartfinalisten | £5.000        |
| Laatste 16      | £3.000        |
| Laatste 32      | £2.000        |
| Laatste 48      | £1.000        |
| Totaal          | £140.000      |

## PDC Pro Tour Card
Aan 128 spelers zijn Tour Cards toegekend, waarmee zij deel mogen nemen aan alle Players Championships, UK Open Qualifiers en European Tour-evenementen.
De 2020 Tour Kaarten werden toegekend aan:
- (64) De top 64 spelers van de PDC Order of Merit na het PDC World Darts Championship 2020.
  - Raymond van Barneveld gaf zijn tourkaart terug, waardoor Toni Alcinas in de top 64 belandde.
  - Simon Stevenson kwam ook in de top 64 omdat Corey Cadby zijn kaart terug gaf.
- (25) 25 qualifiers van de Q School 2019 die niet in de top 64 van de PDC Order of Merit stonden na het WK.
  - Jamie Bain gaf zijn tourkaart terug.
- (2) De twee hoogste qualifiers van de Challenge Tour 2018 (Michael Barnard en Ted Evetts).
- (2) De twee hoogste qualifiers van de Development Tour 2018 (Geert Nentjes en Rowby-John Rodriguez).
- (2) De twee hoogste qualifiers van de Challenge Tour 2019 (Callan Rydz en Jesús Noguera).
- (2) De twee hoogste qualifiers van de Development Tour 2019 (Ryan Meikle en Ciarán Teehan).
- (12) De 12 qualifiers van de Q School 2020.

Daarna werd het spelersveld aangevuld met de hoogst gekwalificeerde spelers van de Q School Order of Merit, tot het maximum aantal van 128 Pro Tour Card-spelers is bereikt. Dat waren er dit jaar 19.

### Q School
De Q School werd gesplitst in een Europese en een Engelse Q School. Spelers buiten Europa konden zelf kiezen.
De volgende spelers hebben een tweejarige tourkaart gewonnen:
| Datum      | Toernooi          | Plaats                          | Qualifiers       | Qualifiers       |
| ---------- | ----------------- | ------------------------------- | ---------------- | ---------------- |
| 16 januari | Europese Q School | Hildesheim, Halle 39            | Harald Leitinger | Harald Leitinger |
| 17 januari | Europese Q School | Hildesheim, Halle 39            | Mike De Decker   | Mike De Decker   |
| 18 januari | Europese Q School | Hildesheim, Halle 39            | Karel Sedláček   | Karel Sedláček   |
| 19 januari | Europese Q School | Hildesheim, Halle 39            | Steffen Siepmann | Steffen Siepmann |
| 16 januari | UK Q School       | Wigan, Robin Park Tennis Centre | Jason Lowe       | Gary Blades      |
| 17 januari | UK Q School       | Wigan, Robin Park Tennis Centre | Kai Fan Leung    | Bradley Brooks   |
| 18 januari | UK Q School       | Wigan, Robin Park Tennis Centre | Jeff Smith       | Aaron Beeney     |
| 19 januari | UK Q School       | Wigan, Robin Park Tennis Centre | Nick Kenny       | Scott Waites     |

Er werd ook een Order of Merit voor iedere Q School gemaakt. Iedere speler voorbij de eerste ronde kreeg voor elke gewonnen partij 1 punt.
Op basis van deze Q School Order of Merit werden dus nog 19 tourkaarten verdeeld:
UK Q School Order of Merit
1. Adam Hunt
2. Ryan Murray
3. Peter Jacques
4. Damon Heta
5. Andy Hamilton
6. Alan Tabern
7. Wayne Jones
8. William Borland
9. Martin Atkins
10. Steve Brown
11. Darren Penhall
12. Lisa Ashton

Europese Q School Order of Merit
1. Dirk van Duijvenbode
2. Wesley Harms
3. Derk Telnekes
4. Martijn Kleermaker
5. Daniel Larsson
6. Boris Krčmar
7. Krzysztof Kciuk

## Players Championships
| Num. | Datum                 | Plaats                                       | Winnaar            | Score | Runner-up          | Bron   |
| ---- | --------------------- | -------------------------------------------- | ------------------ | ----- | ------------------ | ------ |
| 1    | Zaterdag 8 februari   | Barnsley, Metrodome                          | Gary Anderson      | 8-4   | Jeff Smith         | [ 2 ]  |
| 2    | Zondag 9 februari     | Barnsley, Metrodome                          | Nathan Aspinall    | 8-3   | Gerwyn Price       | [ 3 ]  |
| 3    | Zaterdag 15 februari  | Wigan, Robin Park Tennis Centre              | Ryan Searle        | 8-6   | Michael van Gerwen | [ 4 ]  |
| 4    | Zondag 16 februari    | Wigan, Robin Park Tennis Centre              | Krzysztof Ratajski | 8-7   | Ian White          | [ 5 ]  |
| 5    | Zaterdag 22 februari  | Wigan, Robin Park Tennis Centre              | Peter Wright       | 8-6   | Gerwyn Price       | [ 6 ]  |
| 6    | Zondag 23 februari    | Wigan, Robin Park Tennis Centre              | Gerwyn Price       | 8-7   | Michael van Gerwen | [ 7 ]  |
| 7    | Zaterdag 14 maart     | Barnsley, Metrodome                          | Nathan Aspinall    | 8-4   | Brendan Dolan      | [ 8 ]  |
| 8    | Zondag 15 maart       | Barnsley, Metrodome                          | Ian White          | 8-3   | James Wade         | [ 9 ]  |
| 9    | Woensdag 8 juli       | Barnsley, Metrodome "PDC Summer Series."     | Michael van Gerwen | 8-7   | Peter Wright       | [ 11 ] |
| 10   | Donderdag 9 juli      | Barnsley, Metrodome "PDC Summer Series."     | Ryan Joyce         | 8-7   | Dave Chisnall      | [ 12 ] |
| 11   | Vrijdag 10 juli       | Barnsley, Metrodome "PDC Summer Series."     | Michael van Gerwen | 8-3   | José de Sousa      | [ 13 ] |
| 12   | Zaterdag 11 juli      | Barnsley, Metrodome "PDC Summer Series."     | James Wade         | 8-2   | Rob Cross          | [ 15 ] |
| 13   | Zondag 12 juli        | Barnsley, Metrodome "PDC Summer Series."     | Peter Wright       | 8-2   | Gerwyn Price       | [ 16 ] |
| 14   | Zaterdag 12 september | Niedernhausen, H+ Hotel "PDC Autumn Series." | Peter Wright       | 8-1   | Madars Razma       | [ 18 ] |
| 15   | Zondag 13 september   | Niedernhausen, H+ Hotel "PDC Autumn Series." | Damon Heta         | 8-4   | Joe Cullen         | [ 19 ] |
| 16   | Maandag 14 september  | Niedernhausen, H+ Hotel "PDC Autumn Series." | Michael van Gerwen | 8-1   | Mensur Suljović    | [ 20 ] |
| 17   | Dinsdag 15 september  | Niedernhausen, H+ Hotel "PDC Autumn Series." | Gerwyn Price       | 8-7   | Devon Petersen     | [ 21 ] |
| 18   | woensdag 16 september | Niedernhausen, H+ Hotel "PDC Autumn Series." | Gerwyn Price       | 8-5   | Krzysztof Ratajski | [ 22 ] |
| 19   | dinsdag 10 november   | Coventry, Ricoh Arena "PDC Winter Series."   | Michael Smith      | 8-6   | Jermaine Wattimena | [ 23 ] |
| 20   | woensdag 11 november  | Coventry, Ricoh Arena "PDC Winter Series."   | Michael Smith      | 8-7   | José de Sousa      | [ 24 ] |
| 21   | donderdag 12 november | Coventry, Ricoh Arena "PDC Winter Series."   | Gerwyn Price       | 8-6   | Damon Heta         | [ 25 ] |
| 22   | vrijdag 13 november   | Coventry, Ricoh Arena "PDC Winter Series."   | Peter Wright       | 8-7   | José de Sousa      | [ 26 ] |
| 23   | zaterdag 14 november  | Coventry, Ricoh Arena "PDC Winter Series."   | Joe Cullen         | 8-4   | Krzysztof Ratajski | [ 27 ] |

## Europese Tour
Er zouden dit jaar dertien Europese Tour-toernooien gehouden worden, maar door het wereldwijde coronavirus zijn dit er uiteindelijk vier geworden:
| Nr. | Datum            | Evenement                  | Plaats                   | Winnaar        | Uitslag | Runner-up          | Bron   |
| --- | ---------------- | -------------------------- | ------------------------ | -------------- | ------- | ------------------ | ------ |
| ET1 | 28 febr.-1 maart | Belgian Darts Championship | Hasselt, Expo Hasselt    | Gerwyn Price   | 8-3     | Michael Smith      | [ 28 ] |
| ET2 | 25-27 september  | German Darts Championship  | Hildesheim, Halle 39     | Devon Petersen | 8-3     | Jonny Clayton      | [ 29 ] |
| ET3 | 16-18 oktober    | European Darts Grand Prix  | Sindelfingen, Glaspalast | José de Sousa  | 8-4     | Michael van Gerwen | [ 30 ] |
| ET4 | 23-25 oktober    | International Darts Open   | Riesa, SACHSENarena      | Joe Cullen     | 8-5     | Michael van Gerwen | [ 31 ] |

## PDC Challenge Tour
De PDC Unicorn Challenge Tour is toegankelijk voor alle PDPA-leden die tijdens de Q School geen tourkaart wisten te bemachtigen. De spelers die als nummer 1 en 2 op de PDC Unicorn Challenge Tour Order of Merit eindigen, krijgen een tourkaart voor twee jaar, waarmee zij kunnen deelnemen aan de PDC Pro Tour 2021 en 2022. De nummers 3 tot en met 8 mogen gratis deelnemen aan de PDC Q School editie in 2021. Er zouden dit jaar eigenlijk vier Challenge Tour-toernooien meer zijn dan vorig jaar (van 20 naar 24). Echter, door het coronavirus zijn het er uiteindelijk tien minder geworden (van 20 naar 10).
| #  | Datum               | Plaats                          | Winnaar           | Legs | Runner-Up       | Bron   |
| -- | ------------------- | ------------------------------- | ----------------- | ---- | --------------- | ------ |
| 1  | Zaterdag 25 januari | Wigan, Robin Park Tennis Centre | Robert Collins    | 5-4  | Adam Huckvale   |        |
| 2  | Zaterdag 25 januari | Wigan, Robin Park Tennis Centre | Scott Mitchell    | 5-4  | Andrew Gilding  |        |
| 3  | Zondag 26 januari   | Wigan, Robin Park Tennis Centre | Matthew Dennant   | 5-3  | Nathan Rafferty |        |
| 4  | Zondag 26 januari   | Wigan, Robin Park Tennis Centre | Jitse van der Wal | 5-4  | Arjan Konterman | [ 32 ] |
| 5  | vrijdag 9 oktober   | Barnsley, Barnsley Metrodome    | Keane Barry       | 5-4  | Maikel Verberk  | [ 33 ] |
| 6  | vrijdag 9 oktober   | Barnsley, Barnsley Metrodome    | David Evans       | 5-4  | Richie Burnett  |        |
| 7  | zaterdag 10 oktober | Barnsley, Barnsley Metrodome    | Jim Williams      | 5-2  | Lewy Williams   |        |
| 8  | zaterdag 10 oktober | Barnsley, Barnsley Metrodome    | David Evans       | 5-0  | Chas Barstow    |        |
| 9  | zondag 11 oktober   | Barnsley, Barnsley Metrodome    | Ritchie Edhouse   | 5-4  | Scott Taylor    |        |
| 10 | zondag 11 oktober   | Barnsley, Barnsley Metrodome    | Kevin Doets       | 5-3  | Ritchie Edhouse | [ 34 ] |

## PDC Development Tour
De PDC Unicorn Development Tour is toegankelijk voor spelers van 16 tot 23 jaar. De spelers die als nummer 1 en 2 op de PDC Development Tour Order of Merit eindigen krijgen een tourkaart voor twee jaar waarmee zij kunnen deelnemen aan de PDC Pro Tour 2021 en 2022. De nummers 3 tot en met 8 mogen gratis deelnemen aan de PDC Q School editie in 2021. 
| #  | Datum                 | Plaats                       | Winnaar        | Legs | Runner-Up        | Bron   |
| -- | --------------------- | ---------------------------- | -------------- | ---- | ---------------- | ------ |
| 1  | Zaterdag 29 februari  | Hildesheim, Halle 39         | Berry van Peer | 5-1  | Martin Schindler | [ 35 ] |
| 2  | Zaterdag 29 februari  | Hildesheim, Halle 39         | Ryan Meikle    | 5-3  | Niels Zonneveld  | [ 36 ] |
| 3  | Zondag 1 maart        | Hildesheim, Halle 39         | Ryan Meikle    | 5-3  | Nico Kurz        | [ 37 ] |
| 4  | Zondag 1 maart        | Hildesheim, Halle 39         | Wessel Nijman  | 5-3  | Martin Schindler | [ 38 ] |
| 5  | vrijdag 25 september  | Barnsley, Barnsley Metrodome | Kevin Doets    | 5-4  | Keane Barry      | [ 39 ] |
| 6  | vrijdag 25 september  | Barnsley, Barnsley Metrodome | Damian Mol     | 5-3  | Keelan Kay       | [ 40 ] |
| 7  | zaterdag 26 september | Barnsley, Barnsley Metrodome | Ted Evetts     | 5-3  | Joe Davis        |        |
| 8  | zaterdag 26 september | Barnsley, Barnsley Metrodome | Keane Barry    | 5-3  | Ryan Meikle      |        |
| 9  | zondag 27 september   | Barnsley, Barnsley Metrodome | Keane Barry    | 5-4  | Ryan Meikle      |        |
| 10 | zondag 27 september   | Barnsley, Barnsley Metrodome | Callan Rydz    | 5-1  | Lok Yin Lee      |        |

2004 · 2005 · 2006 · 2007 · 2008 · 2009 · 2010 · 2011 · 2012 · 2013 · 2014 · 2015 · 2016 · 2017 · 2018 · 2019 · 2020 · 2021 · 2022 · 2023 · 2024 · 2025